# Provincia de Guanentá
Guanentá es una de las provincias del departamento de Santander, integrante del mismo desde 1886, cuando los antiguos estados soberanos fueron convertidos en departamentos y sus divisiones internas, denominadas provincias. La provincia de Guanentá está situada al sur-oriente del departamento, tiene una extensión de 3.560 km², siendo su capital el municipio de San Gil, fundado el 17 de marzo de 1689. En la economía destacan las artesanías de diversos materiales, como madera, fique, cobre, arcilla, yeso y cerámica; esta provincia es además el epicentro de las actividades extremas y deportes de aventura, puesto que por ella recorre el cañón del Chicamocha y se ubica el santuario de fauna y flora Guanentá Alto Río Fonce.
Los municipios que conforman esta provincia son:
- Aratoca
- Barichara
- Cabrera
- Coromoro
- Curití
- Charalá
- Encino
- Jordán
- Mogotes
- Ocamonte
- Onzaga
- Páramo
- Pinchote
- San Gil
- San Joaquín
- Valle de San José
- Villanueva

### Caminos Reales entre los pueblos de la Provincia
En el siglo XIX, el Estado soberano de Santander eligió a un alemán llamado Geo von Lengerke para mejorar los antiguos senderos construidos originalmente por los indios Guane cientos de años antes. El motivo se basó en la necesidad de acortar el tiempo de intercambio de mercancías entre poblaciones y mejorar las condiciones de transporte de pasajeros y marítimo.
Con el paso del tiempo estos senderos de tránsito (ahora conocidos como los caminos reales) se han vuelto de gran importancia cultural, histórica y arqueológica para Santander y Colombia. A menudo denominados Caminos Reales o Senderos de Lengerke, estos 7 senderos que unen un pueblo con otro en la provincia de Guanentina tienen diferentes niveles de dificultad. Van desde un nivel bajo, recorridos cortos con grandes paisajes de ríos y montañas, cascadas, hasta otros recorridos más largos en los páramos, alcanzando alturas de 3400 metros sobre el nivel del mar los cuales están dentro del plan de senderismo de Destino Chicamocha.
Los tramos de algunos de los caminos reales son:
1. Barichara - Guane
2. Los Santos - Jordán
3. Jordán - Villanueva
4. Villanueva -  Barichara
5. Barichara - Cabrera
6. San Vicente de Chucurí - Zapatoca
7. Zapatoca - Guane